# Zabojnica
Zabojnica (en serbe cyrillique : Забојница) est un village de Serbie situé dans la municipalité de Knić, district de Šumadija. Au recensement de 2011, il comptait 378 habitants.

## Démographie
| 1948 | 1953 | 1961 | 1971 | 1981 | 1991 | 2002 | 2011 |
| ---- | ---- | ---- | ---- | ---- | ---- | ---- | ---- |
| 999  | 918  | 853  | 741  | 632  | 573  | 462  | 378  |

|  |